# Minoritenkloster Hannover
Das Minoritenkloster in Hannover war ein Kloster des 1209 gegründeten Franziskanerordens („Ordo Fratrum Minorum“ (OFM) ‚Orden der Minderbrüder‘, auch „Minoriten“, nach der Fußbekleidung der barfüßig in Sandalen gehenden Ordensmänner auch „Barfüßer“ genannt). Es bestand vom Ende des 13. Jahrhunderts bis 1533, als es infolge der Reformation aufgelöst wurde. Die Franziskaner, benannt nach dem Gründer des Ordens, Franz von Assisi, waren der einzige der vier Bettelorden, der sich innerhalb der Stadtbefestigung Hannovers niederlassen durfte. Standort des Klosters war die Stelle des späteren Leineschlosses, des heutigen Niedersächsischen Landtages. Es bestand von 1291 bis 1533.

## Geschichte

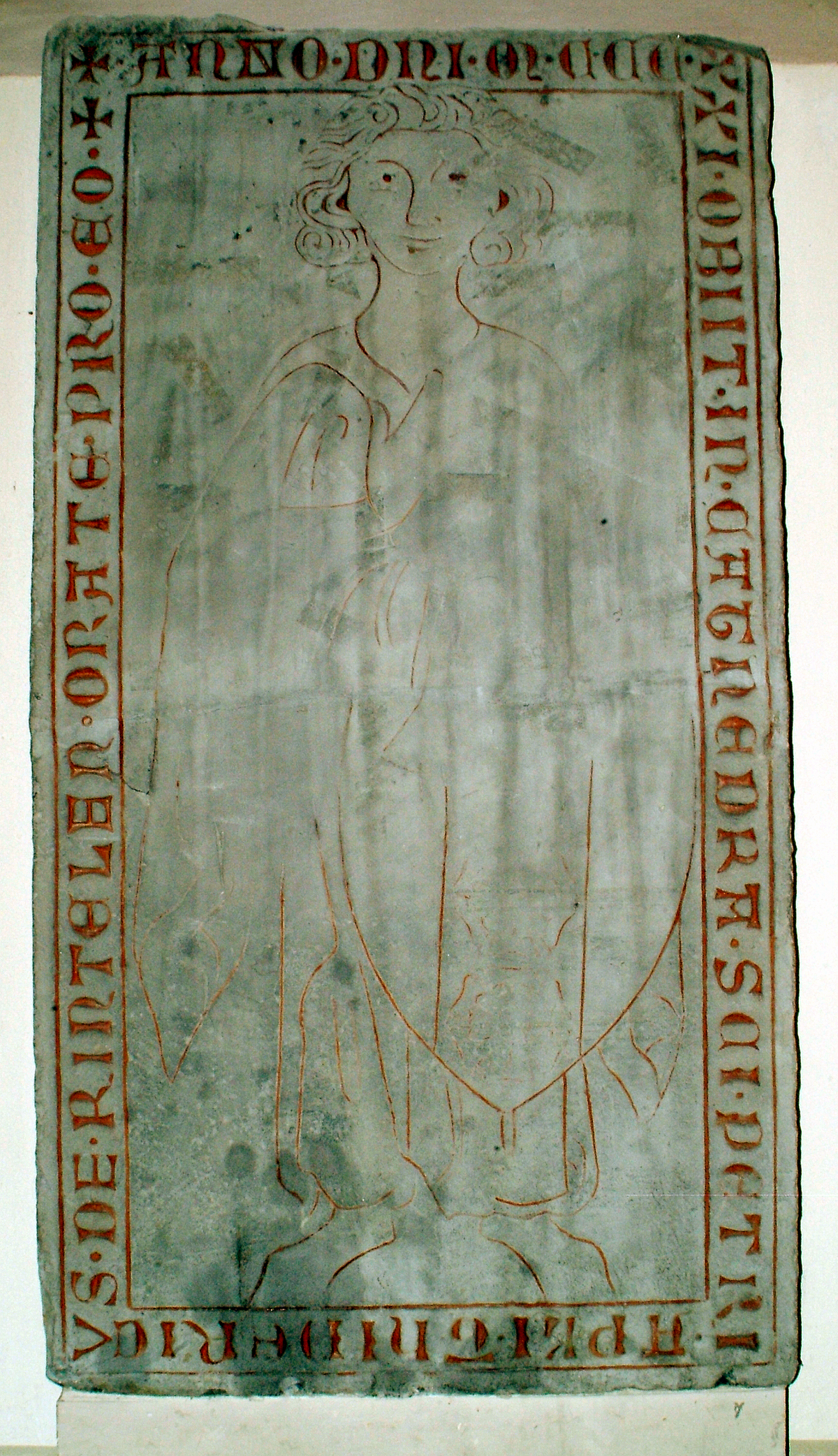
Die Grabplatte des Thidericus de Rintelen († 1321), das älteste erhaltene Grabmal Hannovers, war in die Klosterkirche integriert.

Bereits 1288 war der Barfüßer-Brüderkonvent in Hannover nachweisbar auf einem durch die Familie von Alten überlassenen Grundstück, namentlich Dieterich und Gerhard von Alten, nach anderer Quelle Dieterich und Eberhard von Alten. Kurz darauf schenkte ihnen der Bischof von Hildesheim, Siegfried II., laut Urkundenbuch Nr. 54 am 5. September 1291 das Obereigentum über den Grundbesitz. Im Folgejahr übergaben die von Alten auch das Untereigentum (Regesten), da das Grundeigentum ursprünglich ein Lehen aus Hildesheim war.
Nun kauften die Franziskaner, die zur Sächsischen Franziskanerprovinz (Saxonia) gehörten, von dem Ritter Boldewin von Roden noch ein Stück Land am Ufer der Leine hinzu und gründeten 1291 ihr Kloster. Weil sie hier jedoch „eine Kajenmauer gebaut hatten“, über die hinaus ihre darauf errichteten Gebäude oberhalb des Wasser vorkragten, und weil sie darüber hinaus den Fluss mit den Abwässern ihrer Kloaken und ihrer Küche verschmutzten, kam es zum Streit mit den Söhnen des Ritters. Diese besaßen, als Eigentümer des dem Ufer gegenüberliegenden Ottenwerders (dem späteren Friederikenplatz), zugleich mit dem Werder die Fischereirechte im dortigen Leineverlauf. Durch einen Vergleich mit den Rittern am 19. März 1310 wurde das Kloster erstmals urkundlich erwähnt: Die Franziskaner, die auch ein Boot auf der Leine hielten, sicherten denen von Roden Begräbnisplätze und Seelenmessen für verstorbene Familienmitglieder an einem dazu in ihrer Klosterkirche zu errichtenden Altar, dem

„primum altare, quod extra chorum in ecclesia nostra fuerit instaurandum.“

Namentlich erwähnten die Minoriten in Schreiben von 1322 Baldevin von Roden, seine beiden Söhne Johann Lambertus und Otto sowie einen Johann von Roden und seinen Bruder Sifridus. In einem Schreiben hinsichtlich des Ankaufes der Klickmühle sind Otto von Roden nebst Sohn Heinrich, außerdem Aschwin und Johann von Roden benannt.

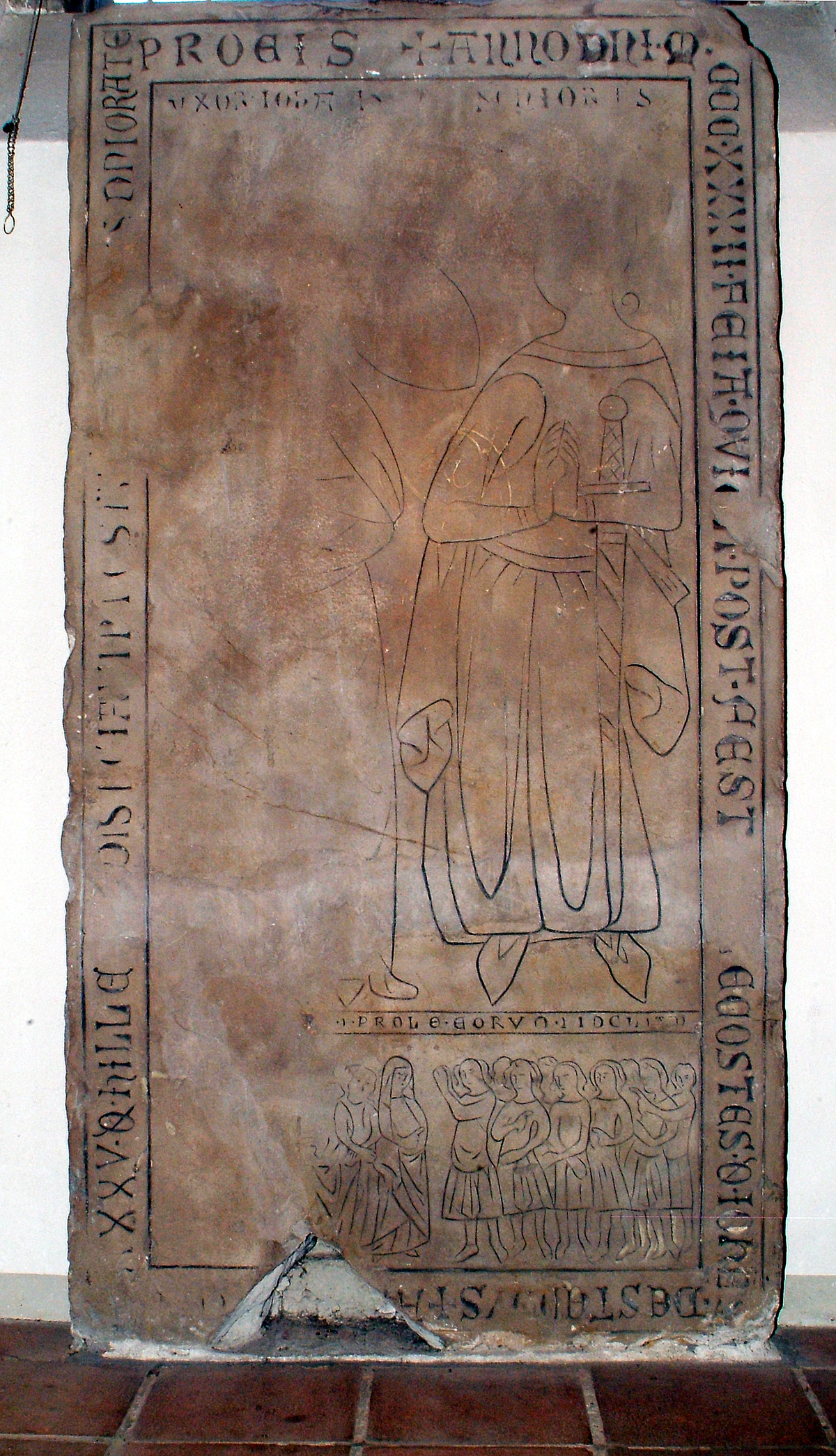
Die individualisierende Grabplatte derer vom Steinhaus kam von der Nikolaikapelle ins Kloster und später in die Kreuzkirche

Doch der Konvent „scheint [erst] allmählich zu festen Gebäuden übergegangen zu sein“. Er erhielt 1340 in Linden zwei „agri prope ... ad caedendos lapides ad structuram aedificiorum sui conventus“ sowie am 14. Mai 1399 2.000 kleine und große Ziegel für den Bau des Klosters. Der Marienaltar der Klosterkirche sowie die Sakristei wurden 1401 zuerst genannt. Dennoch war die erste Kirche nicht diejenige, die der Archäologe Arnold Nöldeke später noch im Leineschloss eingebaut vorfand: Eine am 5. Februar 1436 ausgestellte Urkunde sprach vom zweiten Kirchengebäude des Klosters. In diese war auch die Grabplatte des Dietrich von Rinteln († 1321) integriert sowie die – nicht erhaltenen – Grabmäler der Familien von Roden und von Idensen. 1365 hatte bereits ein Provinzkapitel der Saxonia stattgefunden, was die Existenz von ausreichenden Räumlichkeiten zur Beherbergung auswärtiger Brüder voraussetzt. Beim 1401 Konvent in Hannover bestand ein Studienhaus zur Ausbildung des Ordensnachwuchses; 1501 ist ein lector secundarius hier bezeugt, wonach die Studien von mindestens zwei Lektoren bestritten wurden.
1452 schenkte der Hannoveraner Ludolf Grove, seinerzeit Bischof von Oesel in Westestland, den Minoriten den „domus“ der Familie Grove an der Leinstraße zwecks Abbruches des darauf stehenden Hauses, der Anlage eines Friedhofs auf der vorderen Hälfte sowie eines Lustgartens auf der der Leine zugewandten anderen Hälfte neben dem Kräutergarten (viridarium) der Franziskaner. An das Gelände grenzte das Grundstück der Familie Quirre; Ludolf Quirre brachte es durch Vetternwirtschaft, Pfründesammeln und Seilschaften über den Status eines Stiftsherrn des Braunschweiger St. Blasiusstiftes bis zum Dompropst in Halberstadt.
Die Franziskaner bildeten in Hannover einen wesentlichen Teil des Seelsorge-Klerus und standen „im Hinblick auf die Ausübung der gebührenpflichtigen Seelsorgerechte ... in Konkurrenz zum Pfarr-Klerus.“ Obwohl sie bei der Bevölkerung traditionell ein hohes Ansehen genossen, mussten sie als Folge der Reformation (siehe: Eberhard Runge) am 14. September 1533 sowohl ihr Kloster als auch die Stadt verlassen. Ein Teil der Brüder zog in feierlicher Prozession mit Kreuz, Fahnen, Bildern und Fackeln – der Sage nach über „Bischofshol“ – ab, von wo sie Bischof Otto III. persönlich nach Hildesheim begleitete. Zugleich hatte mit ihnen der gesamte katholische Klerus die Stadt verlassen, namentlich die Pfarrer der Aegidienkirche und der Kreuzkirche sowie die „Canonici“ der St. Gallenkapelle. Die letzten verbliebenen Franziskaner wurden 1536 aus der Stadt verwiesen, wie es die Gilden forderten. In Hildesheim ereilte die Franziskaner jedoch bereits ab etwa 1542 dasselbe Schicksal, als das Franziskanerkloster Hildesheim ebenfalls aufgelöst wurde; die Hildesheimer Franziskanerkirche St. Martini wurde 1547 lutherische Pfarrkirche.
Nachdem die Minoriten aus Hannover vertrieben waren, schloss der Rat der Stadt das Kloster und übergab die Gebäude den Diakonen der Marktkirche. Das im Kloster vorgefundene Silber aber überantwortete der Rat der Münze, um daraus Geld zu schlagen und so die an der Orgel der Marktkirche noch fehlenden Stimmen zu finanzieren.
Da die ehemaligen Klostergebäude nicht zu einfachen Wohnzwecken umfunktioniert werden sollten, legte der Rat der Stadt 1551 ein sogenanntes hospitium für 19 Arme hinein, – das zwischen 1533 und 1548 eingerichtete und für mittellose Männer und Frauen bestimmte Ratskloster. Dazu kam das 1587 „vom Hildesheimer Propst Mauritius von Soden“ gegründete Hospital Dennoch folgten Nutzungen zu eher weltlichen Zwecken: Das Kirchengebäude wurde als Zeughaus dienstbar gemacht, andere Räume für die städtische Münze genutzt, als städtisches Korn- oder Salzmagazin, als Bücherei und Wohnungen für städtische Beamte sowie als Schreib- und Rechenschule.
Als 1630 – inmitten des Dreißigjährigen Krieges – ein Versuch unternommen wurde, das Kloster des Barfüßerordens zu restituieren, ließ sich der Rat der Stadt auf Weisung des Landesherrn, Herzog Georg von Calenberg, nicht auf den Handel ein. Schließlich bestimmte der Herzog die Stadt Hannover 1637 zu seiner Residenz und das Gelände des ehemaligen Minoritenklosters für den Bau des für ihn zu errichteten Leineschlosses. Hierfür wurden die noch vorhandenen Gebäude abgebrochen, lediglich die Kirche wurde erhalten und zur Schlosskirche Hannover umgebaut.
Wohl kriegsbedingt war die Schreib- und Rechenschule inzwischen eingegangen. Sie wurde 1647 in ein anderes Gebäude verlegt, „wahrscheinlich eben das alte Beginenhaus“. Aus dieser „Rats-Schreib- und Rechenschule“ ging das spätere „Lyzeum I“ hervor beziehungsweise das hannoversche Ratsgymnasium.

## Baubeschreibung
Der Chronist Johann Heinrich Redecker soll bei dem Versuch, den Grundriss des Barfüßerklosters vor 1637 zu rekonstruieren, in Irrtümer verfallen sein. Gesichert ist die 1533 verlassene Kirche längs der Leinstraße „und - rechtwinklig dazu, von deren Chor bis zum Wächtergange der Stadtmauer hindurchreichend - das Wohn- und Schlafhaus für die Mönche“.

## Minoritenaltar
Den sogenannten „Minoritenaltar“ beschrieb der Denkmalpfleger Arnold Nöldeke (siehe Literatur) unter Zuhilfenahme verschiedener Fotografien „mit Genehmigung Seiner Königlichen Hoheit des Herzogs von Braunschweig und Lüneburg“. Der Altar befand sich seinerzeit im „Provinzialmuseum“ (heute: Niedersächsisches Landesmuseum).
Daneben beschrieb Nöldeke auch weitere Ausstattungs-Gegenstände.

## St.-Antonius-Kloster im 20. Jahrhundert
Im 20. Jahrhundert bestand von 1927 bis 2010 in Kleefeld eine Niederlassung zunächst der Thüringischen Franziskanerprovinz (Thuringia), die die Seelsorge an der dortigen St.-Antonius-Kirche versahen. Am 31. August 1927 wurde der Grundstein zum Klosterneubau gelegt. 1946 überließ die Thuringia das Kloster der Schlesischen Franziskanerprovinz (Silesia), deren schlesische Klöster zu einer polnischen Ordensprovinz geworden waren. 1983 wurden die in der Bundesrepublik Deutschland gelegenen Klöster der Thuringia und somit auch Hannover in die Saxonia eingegliedert. 1998 verlegte die Sächsische Franziskanerprovinz ihr Provinzialat von Werl in den Konvent in Kleefeld. 2010, dem Jahr der Gründung der Deutschen Franziskanerprovinz, wurde das Provinzialat nach München verlegt und die Niederlassung in Hannover aus Nachwuchsmangel aufgegeben.